# 対馬市立豊小学校
対馬市立豊小学校（つしましりつ とよしょうがっこう, Tsushima City Toyo Elementary School）は、長崎県対馬市上対馬町
豊にあった公立小学校。略称は「豊小」（とよしょう）。対馬最北端にある小学校であった。
2024年（令和6年）3月末をもって閉校し、対馬市立比田勝小学校に統合された。

## 概要
歴史
1874年（明治7年）に開校した「第五大学区第四中学区佐須奈小学校　豊村分校」を前身とする。2024年（令和6年)3月末に閉校し、150年の歴史に幕を閉じた。

校区
住所表記で対馬市上対馬町の後に「鰐浦（わにうら）、豊」が続く地区。
中学校区は対馬市立比田勝中学校。

## 沿革
- 1874年（明治7年）- 「第五大学区第四中学区佐須奈小学校 豊村分校」が竺林院に開校。
- 1885年（明治17年）- 「佐須奈学区公立中等佐須奈小学校 豊分校」に改称。
- 1886年（明治19年）- 小学校令により、「鰐浦[7]学区簡易豊小学校」に改称。
- 1890年（明治23年）- 簡易鰐浦小学校と簡易泉小学校を統合し、「尋常豊小学校」に改称。後に「豊尋常小学校」となる。
- 1899年（明治32年）- 高等科を併置し、「豊尋常高等小学校」となる。（尋常科4ヶ年（義務教育）、高等科4ヶ年）
- 1908年（明治41年）- 義務教育期間が尋常科4年から尋常科6年に延長される。（尋常科6ヶ年（義務教育）、高等科2ヶ年）
- 1917年（大正6年）- 豊農業補習学校を併設。
- 1921年（大正10年）- 比田勝尋常高等小学校へ泉地区を校区移管。
- 1935年（昭和10年）4月1日 - 青年学校令により、併設の豊農業補習学校を豊青年学校に改称。
- 1941年（昭和16年）4月1日
  - 国民学校令により、「豊崎村第二豊国民学校[8]」に改称。
  - 尋常科を初等科に改称（初等科6年、高等科3年）。
- 1942年（昭和17年）4月1日 - 統合により「豊崎村国民学校 豊分校」に改称。
- 1947年（昭和22年）4月1日 - 学制改革（六・三制の実施）
  - 旧・国民学校豊分校の初等科が改組され、「豊崎村立豊小学校」となる。
  - 旧・国民学校豊分校の高等科と旧・豊青年学校が改組され、豊崎村立豊中学校（新制中学校）となり、小学校に併設される。
- 1948年（昭和23年）12月1日 - 町制施行により、「豊崎町立豊小学校（・中学校）」に改称。
- 1955年（昭和30年）1月1日 - 上対馬町[9]の発足により、「上対馬町立豊小学校（・中学校）」に改称。
- 1962年（昭和37年）- 新校舎が完成し移転。運動場を拡張。
- 2000年（平成12年）- 現在地に新体育館が完成。
- 2001年（平成13年）- 現在地に新校舎が完成し移転を完了。
- 2004年（平成16年）3月1日 - 対馬市の発足に伴い、「対馬市立豊小学校（・中学校）」（現校名）となる。
- 2011年（平成23年）4月1日 - 併設の対馬市立豊中学校が対馬市立比田勝中学校に統合され、併設を解消し小学校単独となる。
- 2024年（令和6年）
  - 3月2日 - 閉校式を挙行[10]。
  - 3月31日 - 対馬市立比田勝小学校への統合により閉校[3]。150年の歴史に幕を閉じる。

## アクセス
最寄りのバス停
- 対馬市営バス 「豊」バス停

最寄りの道路
- 長崎県道182号大浦比田勝港線

最寄りの港
- 比田勝港
  - 九州郵船
    - 博多港（福岡県福岡市）へフェリーうみてらしを運航。
    - かつては厳原港（対馬市南部）・芦辺港（壱岐市）・郷ノ浦町（壱岐市）・博多港の間にジェットフォイルヴィーナスを運航していた。

  - 大亜高速海運・JR九州高速船等が釜山港との間に高速船を運航。